# Gleismesswagen

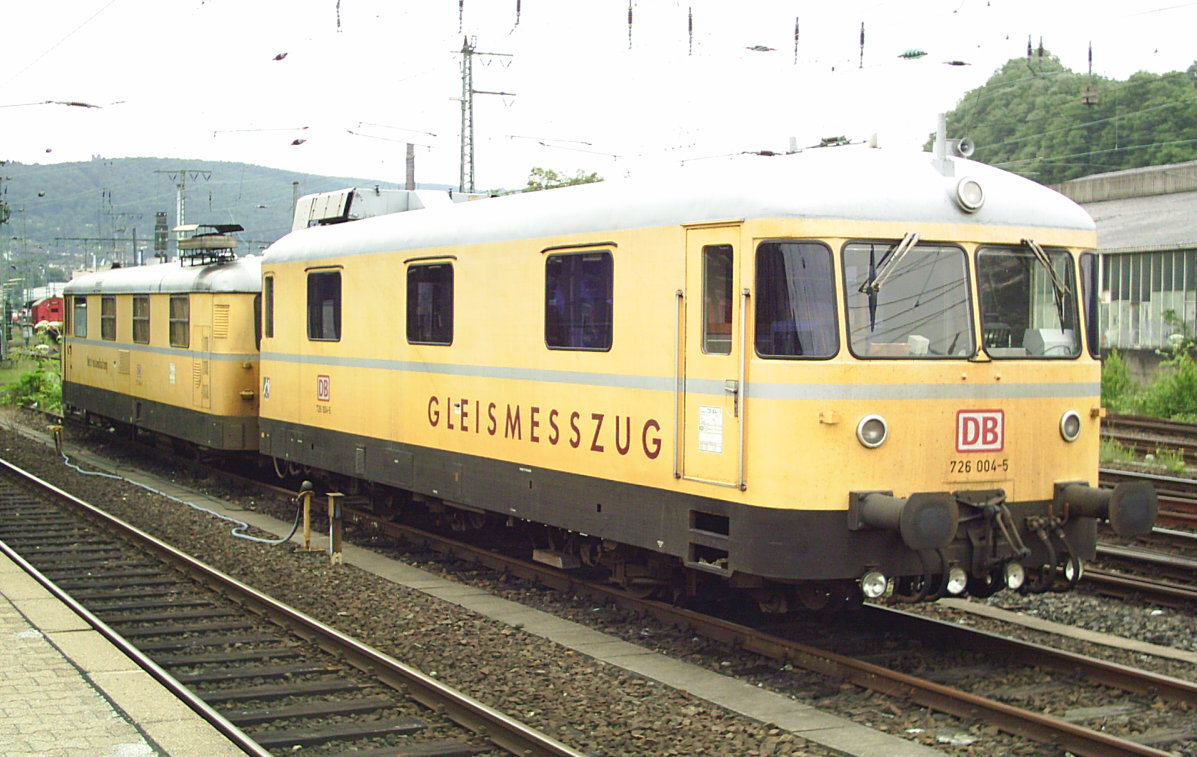
Die DB-Baureihe 725/726

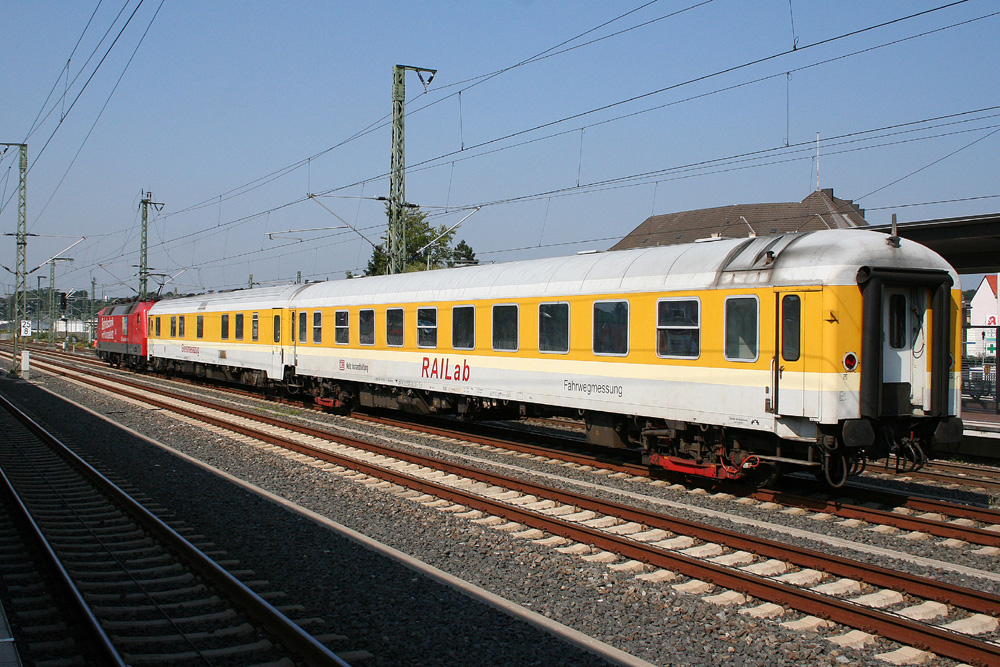
Moderner Gleismesszug RAILab

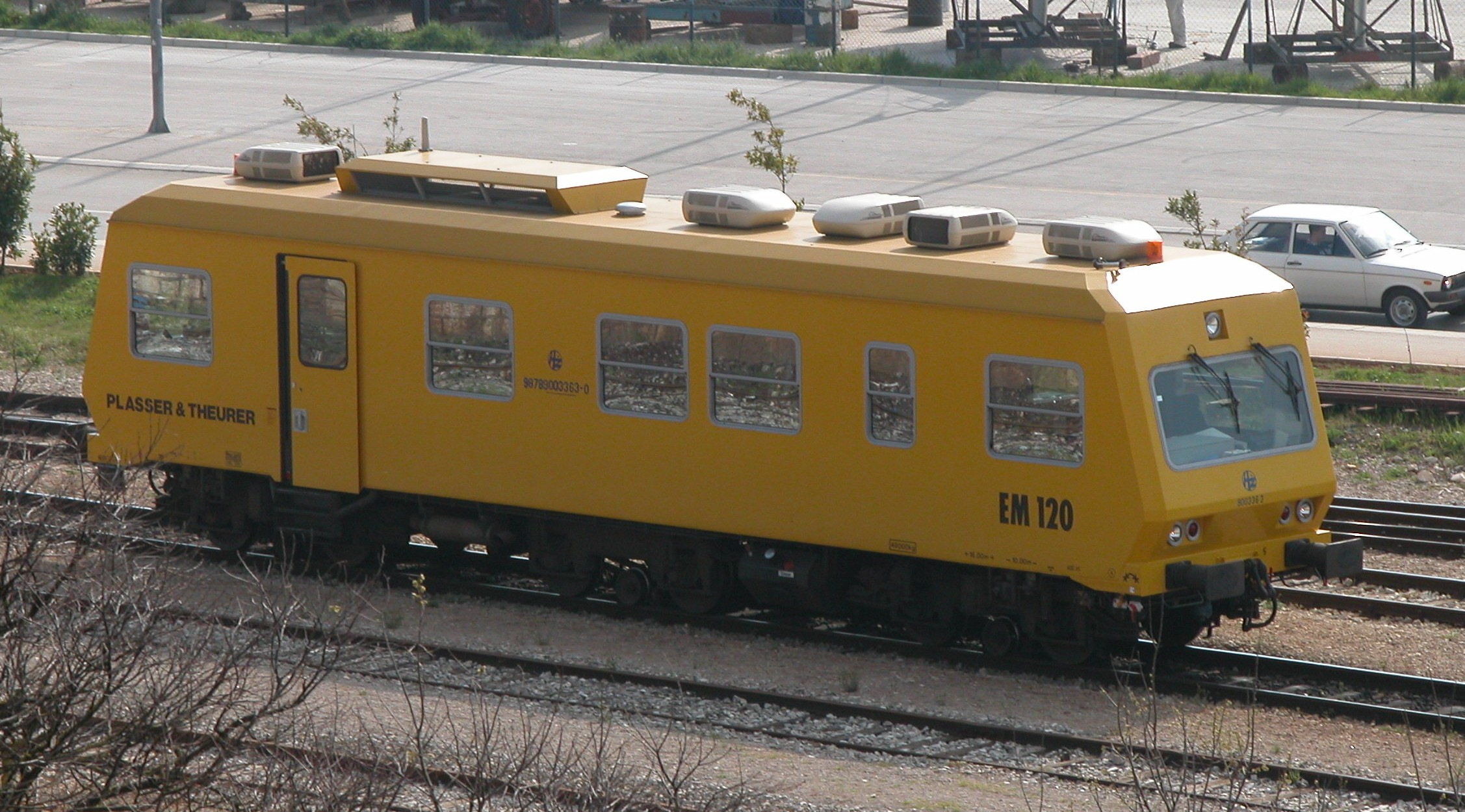
Gleismesswagen EM 120 von Plasser & Theurer, eingesetzt in Ungarn

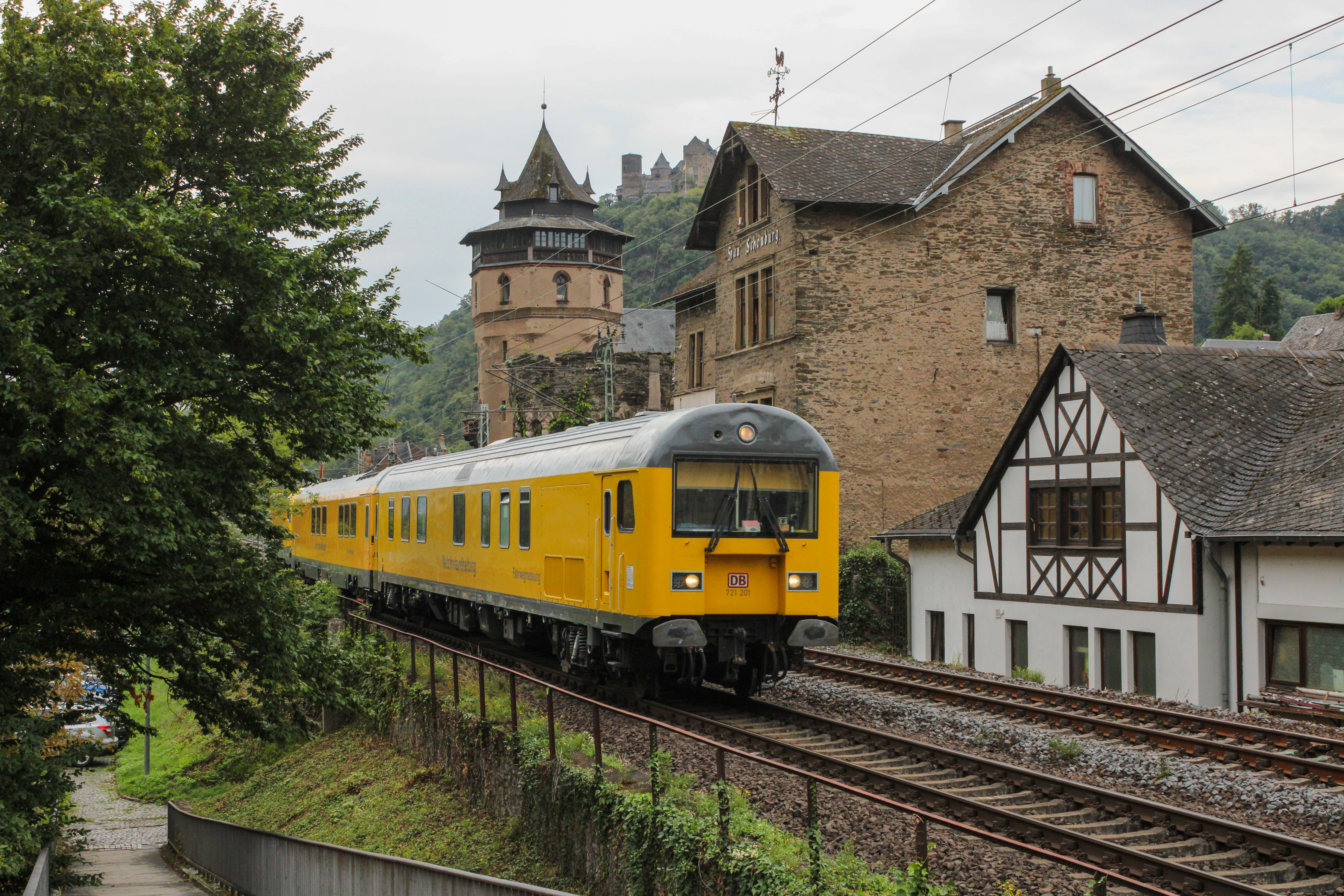
Mess-Steuerwagen "721 201" (99 80 93-60 009-1 Dienst mzf) geschoben von 182 524 in Oberwesel

Gleismesswagen (oder Gleismesstriebwagen, kurz GMT) sind Bahndienstfahrzeuge, die der Erfassung der Gleisgeometrie dienen. Anfänglich wurden für diesen Zweck meist alte Reisezugwagen hergerichtet, die durch Triebfahrzeuge bewegt wurden. Neuere Gleismesswagen sind oft selbstfahrend und werden speziell für diesen Zweck gebaut.

## Geschichte
In den 1920er Jahren hatte der Verkehr bei stark befahrenen Eisenbahnstrecken eine Dichte erreicht, die visuelle und manuelle Inspektionen der Gleisanlagen ungenügend machten. Außerdem wurden die dafür vorgesehenen Unterhaltspausen immer kürzer und die höheren gefahrenen Geschwindigkeiten verlangten eine genauere Gleislage.
Die frühe Entwicklung der Gleismesswagen verlief wie folgt:
- 1918 Die Firma Scheidt & Bachmann Mönchengladbach entwickelt einen Gleismesswagen, der Überhöhung, Verwindung und Spurweite messen und visualisieren kann. Einige Hundert Stück werden für zahlreiche Bahnen in verschiedenen Spurweiten hergestellt.
- 1925  Die Chemins de fer de l’Est (EST) baut behelfsmäßig einen von Emile Hallade entwickelten Beschleunigungsschreiber in einen Wagen ein, mit dem die aus Gleislagefehlern resultierenden Bewegungen des Messwagens aufgezeichnet werden. Es können Quer- und Vertikalbewegungen, wie auch Rollbewegungen aufgezeichnet werden.
- 1927  Die Atchison, Topeka and Santa Fe Railway (ATSF) nimmt einen von Baldwin gebauten Messwagen in Betrieb, der mit einem Gyroskop von Sperry Corporation ausgerüstet ist.
- 1929  Ein ähnliches Fahrzeug, wie für die ATSF geliefert, geht bei der Estrada de Ferro Central do Brasil in Betrieb.  Die Deutsche Reichsbahn baut in den eigenen Werkstätten einen Messwagen mit einem Kreiselinstrument von Anschütz aus Kiel. Mitte der 1930er Jahre nimmt die Reichsbahn weitere Messwagen nach dem System Reichsbahn-Anschütz in Betrieb.  Die Great Indian Peninsula Railway (GIPR) nimmt einen kombinierten Messwagen für Traktionstechnik und Gleismessung in Betrieb.
- 1930  Die SBB baut von Amsler in Schaffhausen gefertigte Messgeräte zur Erfassung der Qualität der Gleislage in einen bestehenden traktionstechnischen Messwagen ein.
- 1933  Die Chemin de fer de Paris à Orléans (PO) baut unter Leitung von André Mauzin, der die Messgeräte selbst entwickelte, einen behelfsmäßigen Messwagen
- 1936  Die Compagnie des chemins de fer de Paris à Lyon et à la Méditerranée (PLM) baut einen Messwagen mit Geräten nach Mauzin, die von der französischen Westinghouse Electric gebaut werden.
- 1939  Die Ferrovie dello Stato Italiane (FS) nimmt einen Messwagen mit Geräten von Amsler in Betrieb.[2]

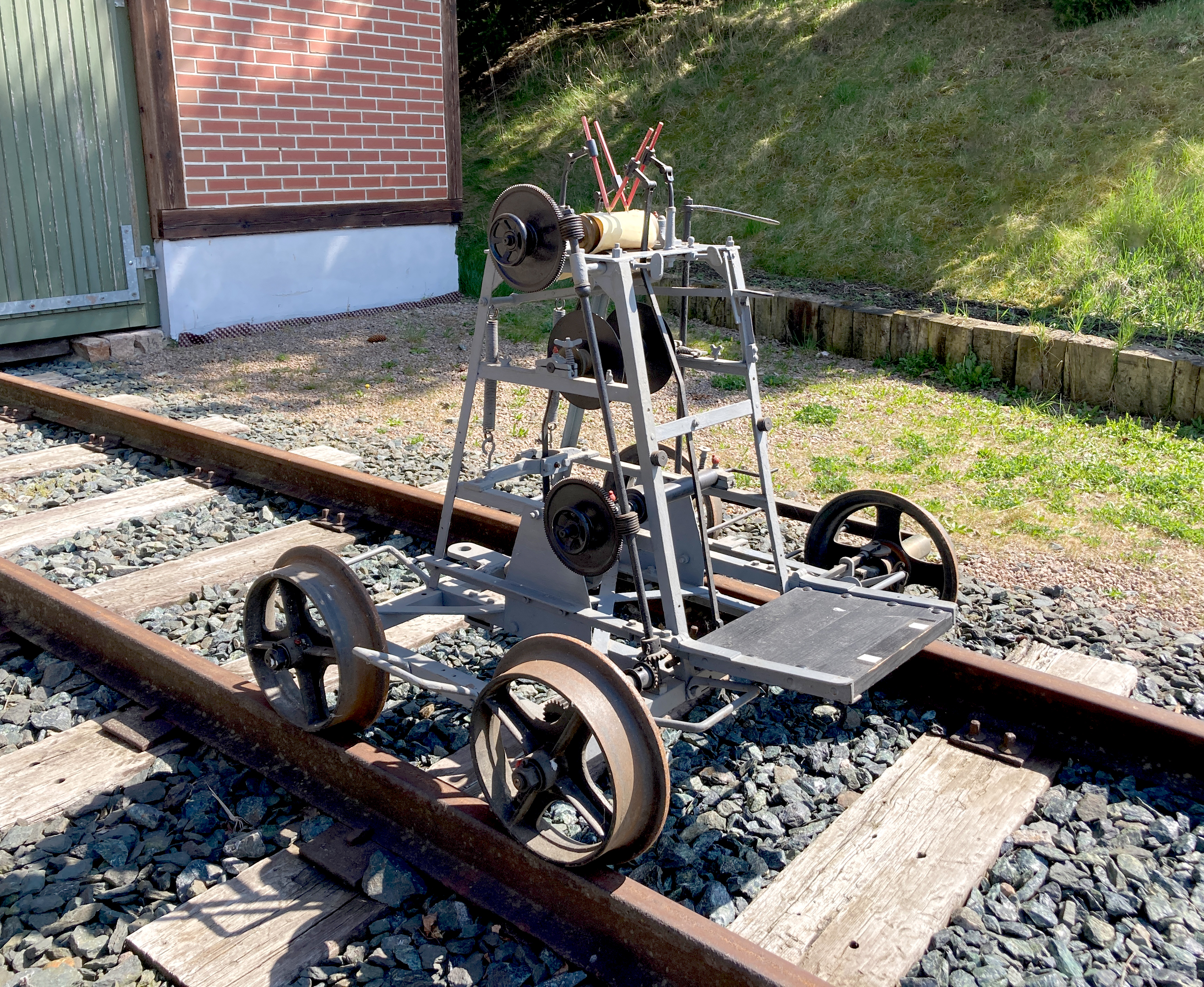
Gleismesswagen der Firma Scheidt & Bachmann M. Gladbach von 1918, heute bei der Rollbockbahn in Oberheinsdorf

Während die ersten Messwagen mit Beschleunigungsschreiber funktionierten, wurden ab den 1960er Jahren auch Messdrehgestelle oder Tastrollen zur Gleislageerkennung verwendet. Neuere Fahrzeuge sind meist selbstfahrend und verwenden das Lichtschnittverfahren zur genausten Erfassung des Oberbaus.

## Erfasste Messgrößen
Die genaue Ausmessung der Gleisgeometrie ist bei Hochgeschwindigkeitsverkehr besonders wichtig um die Sicherheit des Bahnbetriebes zu gewährleisten, weil nur ein kleiner Spielraum für Abweichungen besteht.
Üblicherweise wird folgendes am Gleis ausgemessen:
- Spurweite
- Radius von Bögen
- Überhöhung
- Vertikale Lage der linken und rechten Schiene
- Verwindung
- Verschleiß der Schienenprofile

## Einsatz

### Deutschland
Bei der DB Netz werden verschiedene Gleismessfahrzeuge eingesetzt. Ursprünglich erfolgte die Kontrolle der Gleise hauptsächlich mit umgerüsteten Schienenbussen wie den Fahrzeugen der Baureihen 725 und 726. Mit fortschreitender Zeit und höheren zulässigen Geschwindigkeiten wurden jedoch auch modernere und präzisere Gleismesswagen benötigt. 1975 orderte die Deutsche Bundesbahn bei MBB einen als Baureihe 719 eingeordneten, zeitweise als Schienenprüf-Express bezeichneten Gleismesszug, auf den 1996 ein weiteres, bei Plasser & Theurer bestelltes Exemplar folgte, der eine Prüfgeschwindigkeit von 70 km/h erlaubt. Die beiden letztgenannten Züge untersuchen die Schienen per Ultraschall und Wirbelstrom auf Materialfehler bzw. Schäden durch Verschleiß und Materialermüdung.
Regelmäßige Fahrten zur Prüfung der Gleisgeometrie werden heute auch von zwei RAILab-Garnituren durchgeführt. Dabei handelt es sich um zwei umgebaute Interregio-Wagen, die mit moderner Lasertechnik ausgestattet sind und unter Zuhilfenahme eines Inertialsystems millimetergenaue Positionsbestimmungen durchführen können. Auch private Anbieter verfügen über Messfahrzeuge, ein Beispiel ist hier Eurailscout.

### Schweiz

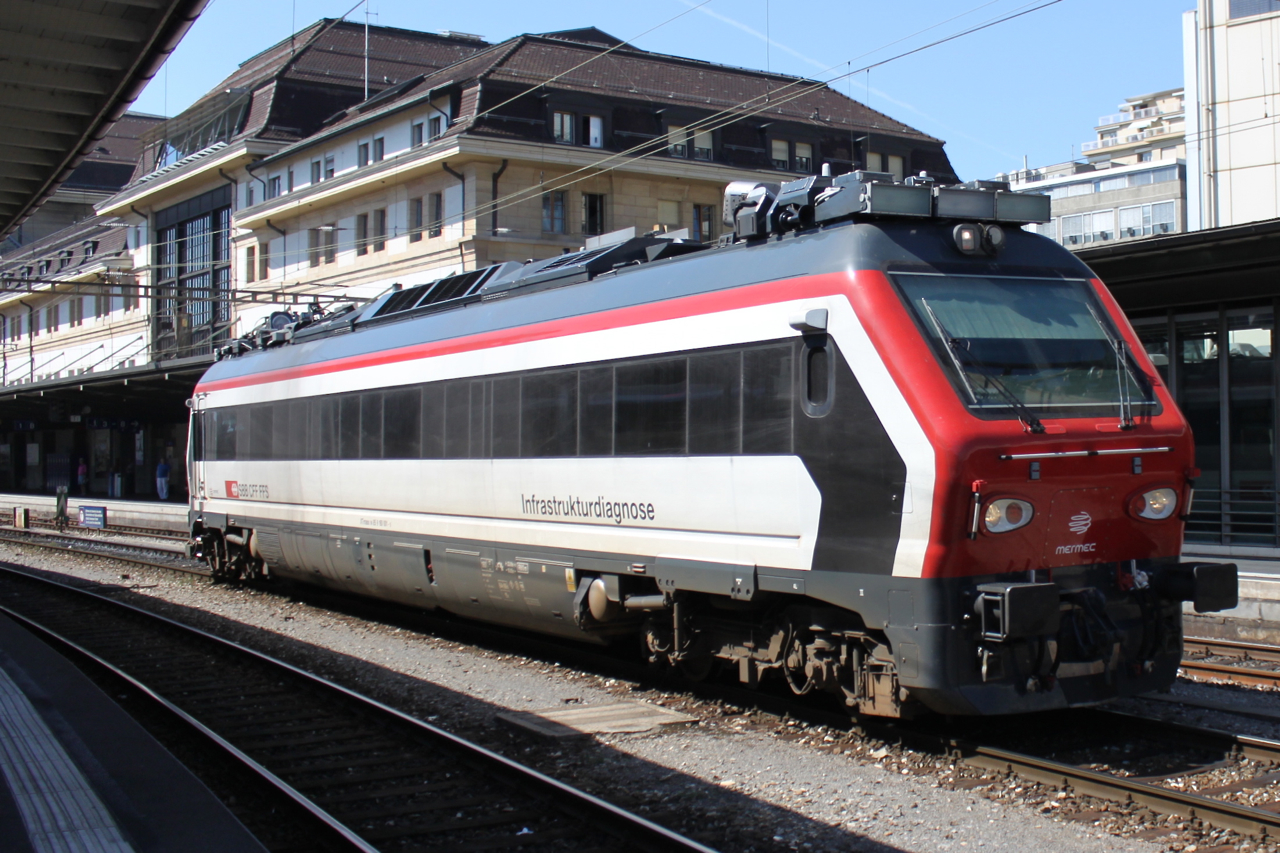
Selbstfahrendes Diagnosefahrzeug der SBB im Bahnhof Lausanne.

Die Schweizerischen Bundesbahnen setzten ursprünglich einen von der Schweizer Firma Matisa hergestellten Gleismesswagen für die regelmäßige Überprüfung des Schienennetzes ein. Der Gleismesswagen hatte die Immatrikulationsnummer X 60 85 99-73 105-6, war 45 Tonnen schwer und hatte einen Drehgestellabstand von 15.000 mm, seine Länge über Puffer betrug 19.900 mm. Für die Messungen war ein zweiachsiges Messdrehgestell in der Mitte des Wagens verbaut. Im Rahmen der Betriebsaufnahme der Neubaustrecke Mattstetten-Rothrist hat die SBB ein selbstfahrendes Diagnosefahrzeug beschafft und 2006 den Messwagen damit abgelöst. Es handelt sich dabei um einen Dieseltriebwagen vom Typ Roger 1000 der italienischen Firma Mermec. Das Fahrzeug misst die Gleisgeometrie, die Geometrie der Fahrleitung, das Schienenprofil sowie weitere Parameter. Inzwischen wurde ein zusätzliches gezogenes Diagnosefahrzeug auf Basis eines umgebauten Personenwagens in Dienst gestellt.

### Österreich
Auch die ÖBB setzen Gleismesswagen ein. Während nach dem Ende des Zweiten Weltkriegs noch der frühere Salonwagen von Adolf Hitler umgebaut und als Gleismesswagen eingesetzt wurde, so sind heute meist umgebaute UIC-Wagen im Einsatz.
Bei den Wiener Linien sind seit 2003 zwei Messwagen im Betrieb. Ein System ist konventionell aufgebaut (Fa. Imagemap) und wird im Bereich der U-Bahn eingesetzt. Ein weiteres System wurde auf Basis eines vormaligen Regelfahrzeugs (System DUEWAG) für die Rillenschienengleise der Straßenbahn entwickelt.
Die Messungen basieren bei den Fahrzeugen der Wiener Linien auf den sogenannten Fußpunkt- und Lichtschnittverfahren. Bei Ersterem wird der unverschlissene Fuß der Vignolschiene als Basis der Messungen herangezogen. Der Ausrundungsradius vom Übergang des Fußes zum Steg dient dabei als Basis der Messungen; der errechnete Mittelpunkt als Referenzpunkt für die Überlagerung des unverschlissenen Profils.
Bei der Lichtschnittmethode wird die Schiene von je 2 (Rillenschiene je 3) Lasern angestrahlt und so ein Umrissbild erzeugt. Dieses wird anschließend von hochempfindlichen Zeilenkameras abgefilmt und in einer Geometrieeinheit des Bordrechners in zweidimensionale Bilder umgewandelt. Auf Basis dieser Bilder werden die Geometrie- und Verschleißwerte des Gleises bzw. der Schiene ermittelt.
Alle 25 cm kann die Geometrie gemessen werden, alle 50 cm je ein Schienenprofil. Die Messgeschwindigkeit ist prinzipiell nicht begrenzt und liegt unter Tage bei ungefähr 15 km/h.